# DellaXOZ
Daniella Landy Lubasu (Bolton, 11 de agosto de 2004), conocida profesionalmente como DellaXOZ ( /ɛksoʊziː/), es una cantante inglesa. Comenzó a experimentar con Soundtrap a los 12 años como una salida para sus emociones, antes de diversificarse en GarageBand. Ha lanzado dos EP: The Della Variant (2022) y Dellairium (2024). Ella es miembro de Loud LDN.

## Biografía

### 2004-2019: Primeros años de vida
Daniella Landy Lubasu nació en Bolton, un suburbio del Gran Mánchester donde el indie rock era popular. Sus padres eran congoleños y tocaban música congoleña en el coche, además de escuchar emisoras de radio; cuando estaba en la escuela primaria, su padre tocaba los éxitos de Rihanna y Beyoncé, mientras que su madre tocaba música más antigua como el rock de los años setenta y ABBA. Sus primeras experiencias musicales fueron escuchar la radio y el Top 40 del Reino Unido en la televisión; A los diez años, se obsesionó con boy bands como One Direction.
Comenzó a escribir cuando era adolescente como una salida para sus emociones, y comenzó a experimentar con software libre a los doce años, haciendo uso de Soundtrap y GarageBand; tuiteó en junio de 2022 para afirmar que primero hizo música en Soundtrap y comenzó en GarageBand cuando tenía unos quince años. Creó una cuenta de Instagram a mediados de 2018 con el nombre de usuario DellaXOZ, ya que deseaba publicar su producción musical sin que sus compañeros se enteraran, seguida de una cuenta de TikTok dedicada a finales de 2019, a la que subió versiones; en agosto de 2022, The Line of Best Fit describió su cuenta como «una corriente de delineador de ojos gráfico, guantes sin dedos y capas excesivas de collares de cadenas finas». Su primer lanzamiento fue su propio tema, «Scary», lanzado ese mismo año.

### 2020-2022:The Della Variant
Durante la pandemia de COVID-19 en el Reino Unido, Lubasu sufrió un bloqueo del escritor, la primera pista que creó después fue «I Want, Doesn't Get», que tomó su título de la respuesta de su madre a las solicitudes. En junio de 2021, Lubasu lanzó «Ahh!!», que duró alrededor de un minuto y medio. La canción se volvió viral en TikTok, lo que llevó a un abogado a ponerse en contacto y recomendarle que consiguiera la gestión. «I Want, Doesn't Get» se lanzó en junio de 2022. Luego lanzó un sencillo el mes siguiente sobre ignorar a aquellos con quienes estaba en conflicto, «Paranoia» y anunció un EP, The Della Variant, que se lanzó el 11 de agosto de 2022, en su decimoctavo cumpleaños, junto con un vídeo de la pista de enfoque «We Move».

### 2023-presente:Dellairium
Luego, Lubasu firmó con Communion Music, y en octubre de 2023, Lubasu lanzó «Boring», una canción sobre la celebración de rupturas, seguida de «Come Again» en enero de 2024, una canción sobre la adolescencia. Luego anunció un EP, Dellairium, y al mes siguiente lanzó «Don't Do It», una advertencia parcialmente hablada de no reanudar una relación dañina por familiaridad. Dellairium se lanzó en marzo de 2024 y terminó con «It's All Good, Kid», que se convirtió en el Hottest Record in the World de BBC Radio 1.

## Arte
En una entrevista con Whynow.co.uk, afirmó que se inspiró al ver a grandes artistas como Beyoncé en la televisión, así como a la energía de Nicki Minaj y la composición de Taylor Swift y Lorde. Robin Murray de Clash la describió como una músico de pop alternativo en octubre de 2023, y Mark Kelly de Brighton & Hove News describió sus trabajos como R&B en marzo de 2024, aunque en una entrevista de abril de 2024 con Dork, afirmó que no le interesaba ceñirse a un solo género y hacía música que tenía «una sensación de lo que suena bien». Lubasu se convirtió en miembro de Loud LDN, un colectivo de mujeres y artistas no binarios con sede en Londres creado en mayo de 2022, ese año.